# Biosca
Biosca là một đô thị trong tỉnh Lleida, cộng đồng tự trị Cataluña Tây Ban Nha. Đô thị Biosca có diện tích là 66,2 ki-lô-mét vuông, dân số năm 2009 là 216 người với mật độ 3,26 người/km². Đô thị Biosca có cự ly km so với tỉnh lỵ Lleida.